# Houthem-Sint Gerlach vasútállomás
Houthem-Sint Gerlach vasútállomás vasútállomás Hollandiában, Valkenburg aan de Geul községben, 
- Valkenburg
- Houthem

 településen.

## Vasútvonalak
Az állomást az alábbi vasútvonalak érintik:
- Aachen–Maastricht-vasútvonal
- Heuvellandlijn

## Kapcsolódó állomások
A vasútállomáshoz az alábbi állomások vannak a legközelebb:
- Meerssen vasútállomás (északnyugat)
- Valkenburg vasútállomás (kelet)
- Vroenhof railway station (északnyugat)